# 超大質量ブラックホール
超大質量ブラックホール（ちょうだいしつりょうブラックホール、英: supermassive black hole, SMBH）は、太陽の105倍から1010倍程度の質量を持つブラックホールのことである。全てではないが、銀河系（天の川銀河）を含むほとんどの銀河の中心には、超大質量ブラックホールが存在すると考えられている。

## 特徴
超大質量ブラックホールには、比較的質量の小さいものと比べて際立った特徴がある。
- （質量をシュヴァルツシルト半径内の体積で割って求めた）平均密度は低い可能性があり、実際に地球の大気よりも低密度かもしれない。これは、シュヴァルツシルト半径は質量に比例するが、密度は半径の3乗(体積)に反比例するためである。無回転ブラックホールの事象の地平面のような球体の体積は半径の3乗に比例するが、質量の増加は直線的であるため、体積は質量よりも急激に増加する。そのため、ブラックホールの半径が大きくなると、密度は小さくなる。ただし、この現象は数学的な定義からくるものであり、必ずしも実際の物理的な特徴として保証されるものではない。また、これは単に事象の地平面の半径が非常に大きいことを表しているに過ぎず、したがって比較的低密度な広い領域を含みつつ中心はやはり非常に高密度でありうる。
- 事象の地平面近傍でも潮汐力は非常に弱い。中心にある重力の特異点までの距離が遠いため、ブラックホールの中心に向かう宇宙飛行士がいるとすれば、かなり深く進むまで、スパゲッティ化されることはない。

## 形成

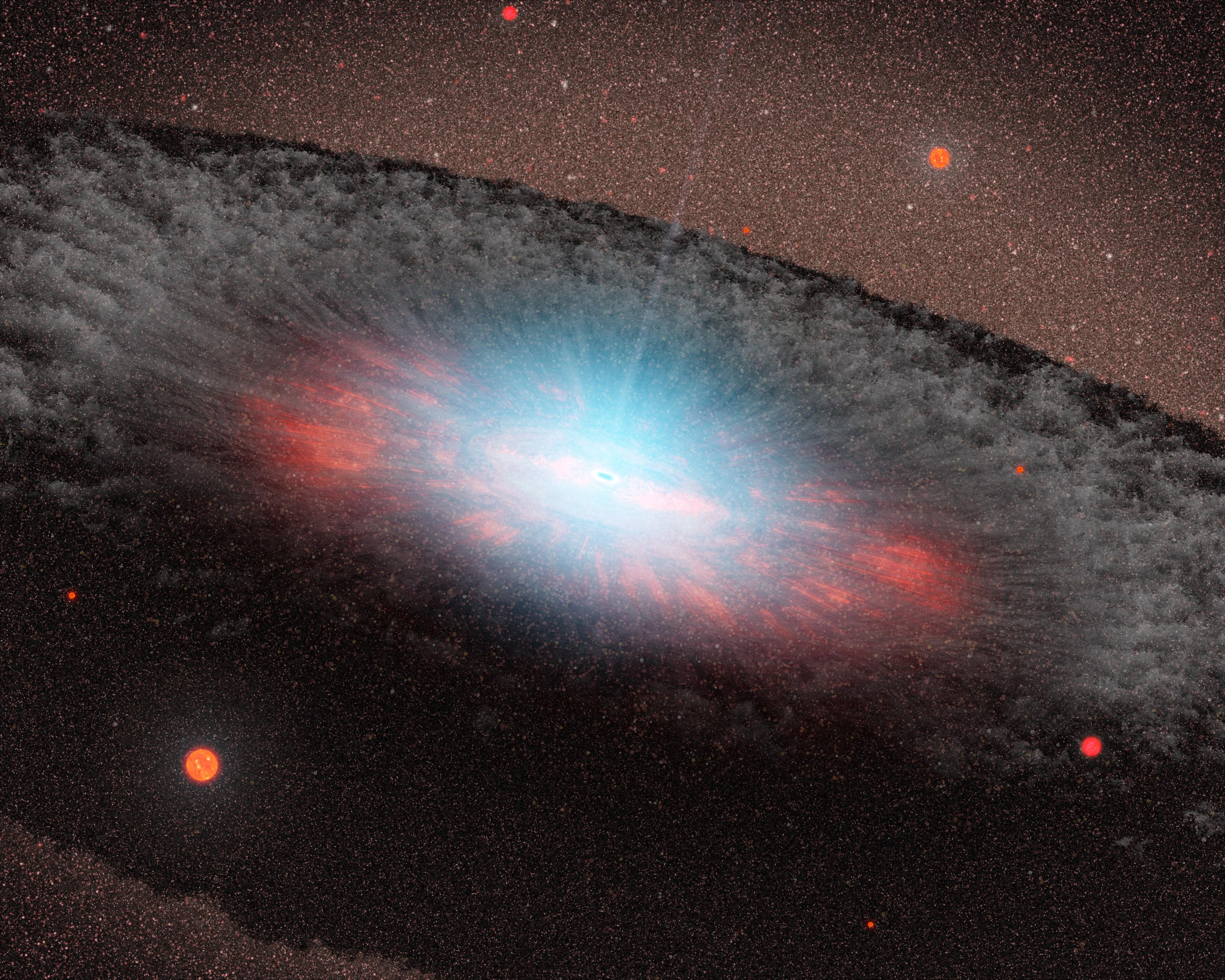
超大質量ブラックホールと降着円盤の想像図

このサイズのブラックホールの形成には、いくつかのモデルが提案されている。最も明確なものは、恒星程度のサイズのブラックホールからゆっくりと降着していったとするものである。別のモデルでは、大きな分子雲が、おそらく太陽の10万倍以上の質量の相対論的星（一般相対論で記述される回転中性子星）に崩壊することから始まるというものである。この星の中心核では、電子-陽電子のペアが生成されるようになり、超新星爆発を起こさずに質量の大半を撒き散らしながらブラックホールに崩壊する。
超大質量ブラックホールの形成の難しさは、十分小さな体積に十分な質量の物質を詰める必要があるところにある。そのためにはこの物質の角運動量はかなり小さくなければならない。通常、降着の過程では外部の角運動モーメントが持ち込まれ、これがブラックホールの成長の阻害要因になり、また降着円盤の形成の原因になっている。
現在のところ、観測されているブラックホールの質量の分布にはかなりのギャップがある。恒星の崩壊によって作られるサイズのブラックホールは太陽の33倍程度の質量までであるが、最も小さい超大質量ブラックホールは太陽の10万倍程度の質量である。X線を放出する超大光度X線源 (Ultraluminous X-ray source, ULXs) は、このギャップを埋める中質量ブラックホールの一種である可能性が提案されている。

### 構造
広島大学の「かなた望遠鏡」と日米欧共同開発「フェルミ」ガンマ線観測衛星の共同観測研究によって、超大質量ブラックホールから噴き出るプラズマジェットの構造が明らかになった。

## ドップラー測定
近傍の活動銀河の中心核に対して水メーザーのドップラー効果を測定した結果、銀河の中央に物質が高密度に集まる部分がある可能性が発見された。現在まで知られているもので、これだけの量の物質をこのような小さな空間に閉じ込められるのはブラックホールだけであり、天文学的には短い時間で物質がブラックホールに進化したと考えられている。遠くの活動銀河では、広幅輝線の幅が、事象の地平面に近い軌道を回るガスの探索に使われる。Reverberation mappingの技術は、スペクトル線の変動を用い、ブラックホールの質量や回転を測定する。
このように銀河の中心にある超大質量ブラックホールは、セイファート銀河やクエーサーなどの活動的天体のエンジンとして働いていると考えられている。

## 銀河系中心のブラックホール
宇宙物理学者 Steven H. Rainwater が率いるマックス・プランク地球外物理学研究所(MPE)とカリフォルニア大学ロサンゼルス校(UCLA)のチームは、ヨーロッパ南天天文台とW・M・ケック天文台による観測データから、銀河系の中心にあるいて座A*が超大質量ブラックホールである証拠を突き止めた。我々の銀河の中心にあるブラックホールは、約410万太陽質量にあたる、約8.154572 × 1036kgの質量を持ち、シュヴァルツシルト半径は0.08auになると計算した。この発見により、MPEのラインハルト・ゲンツェルとUCLAのアンドレア・ゲズは2020年のノーベル物理学賞を受賞した。

## 銀河系外の超大質量ブラックホール
天の川銀河以外にも中心部付近の恒星やガスの動きから超大質量ブラックホールの存在が確実視されているものが数多くあり、局所銀河群のアンドロメダ銀河やM32もそのように考えられている。史上初めてブラックホール・シャドウが撮像されたM87中心のブラックホールも約65億太陽質量もの質量を持つ超大質量ブラックホールである。いわゆる活動銀河やクエーサーと呼ばれるものの大部分では、ブラックホールに落ち込むガスから放出されると考えられる大量の放射線が超大質量ブラックホールの存在を示している。現在では明るい銀河の大部分は超大質量ブラックホールを持っているが、そのうちの多くは質量があまり多く降着せず、活動的でないと考えられている。また、球状星団や矮小銀河の中心に大質量のブラックホールがあるかどうかははっきり分かっていない。
少なくとも1つの銀河4C 37.11は、2つの超大質量ブラックホールを中心に持ち、連星系を形成していると考えられる。これらが衝突すると強い重力波が発生する。連星系ブラックホールは、銀河の合併の際にはよくできると考えられている。連星系ブラックホールでもあるOJ 287は、太陽質量の180億倍であると知られている。
NGC 4889の中心には、太陽質量の210億倍、事象の地平面の直径が約1300億kmのものが判明している。
2023年現在、ハッブル宇宙望遠鏡による観測とスーパーコンピュータによる度重なる検証によって、Abell 1201 BCGの中心には、太陽質量の327億倍のものがあると推定されている。
2024年現在、Tonantzintla 618（太陽質量の600億倍と推定）やほうおう座銀河団内のcD銀河にあるPhoenix A（太陽質量の1000億倍推定）といった活動銀河核の存在が知られている。

## 超大質量ブラックホールの質量と銀河の形成
超大質量ブラックホールの質量とそれを含む回転楕円体（渦巻き銀河のバルジや楕円銀河の全体）の質量には相関がある。またブラックホールの質量と回転楕円体の速度分散にはさらに強い相関（en:M-sigma relation）がある。この相関の説明は、宇宙物理学上の未解決問題である。ブラックホールとそれを含む銀河は、ビッグバンの後、3億年から8億年は、クエーサーの時代などを経て共進化し、相関する性質をもってきたと信じられているが、ブラックホールが銀河の形成を引き起こしたのか、その逆かという因果関係でモデルは変わってくる。暗黒物質がこれらのモデルの不可欠の変数である。